# Lądowisko Wrocław-Nowy Szpital
Lądowisko Wrocław-Nowy Szpital – lądowisko sanitarne we Wrocławiu, w województwie dolnośląskim, położone przy ul. gen. Augusta Emila Fieldorfa 2. Przeznaczone jest do wykonywania startów i lądowań śmigłowców sanitarnych i ratowniczych w dzień i w nocy o dopuszczalnej masie startowej do 5700 kg.
Zarządzającym lądowiskiem jest Nowy Szpital Wojewódzki Sp. z o.o. we Wrocławiu. W roku 2014 zostało wpisane do ewidencji lądowisk Urzędu Lotnictwa Cywilnego pod numerem 306.